# Sinthusa natsumiae
Sinthusa natsumiae är en fjärilsart som beskrevs av Hayashi 1979. Sinthusa natsumiae ingår i släktet Sinthusa och familjen juvelvingar. Inga underarter finns listade i Catalogue of Life.

## Bildgalleri

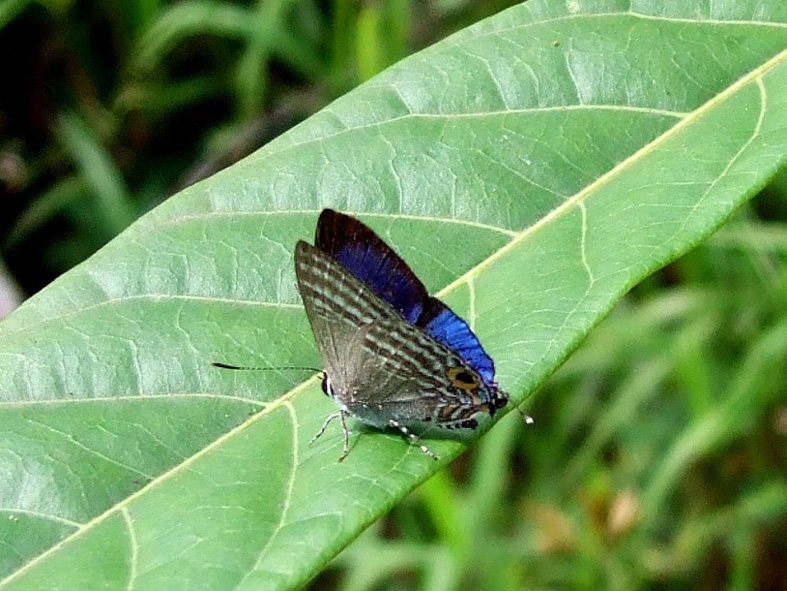
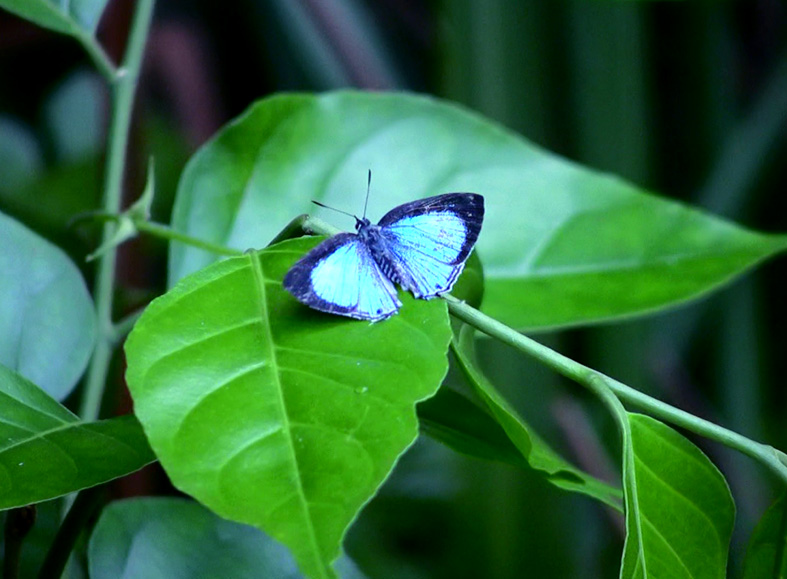
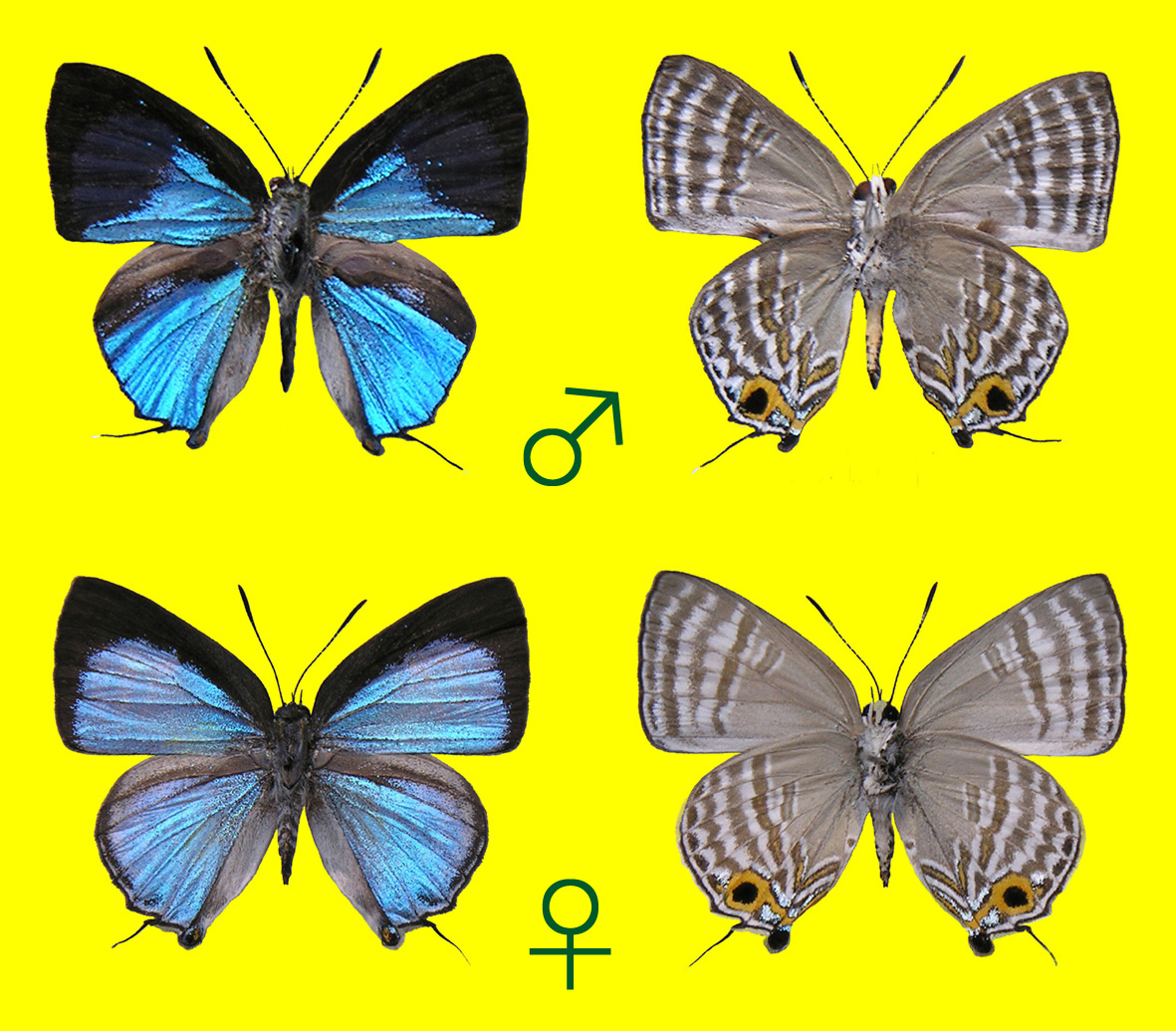